# Marshall-Syndrom
Das Marshall-Syndrom  ist ein sehr seltenes erbliches Syndrom mit den Hauptmerkmalen Augenanomalien, Schallempfindungs-Schwerhörigkeit, Gesichtsfehlbildungen und anhidrotischer Ektodermaler Dysplasie.
Die Bezeichnung bezieht sich auf den Autor des Erstberichtes aus dem Jahre 1958 durch den US-amerikanischen Ophthalmologen Don Marshall (* 1905).
Das Syndrom ist nicht zu verwechseln mit dem Marshall-Smith(-Weaver-)Syndrom mit akzelerierter Skelettreifung und Gedeihstörungen.

## Verbreitung
Die Häufigkeit wird mit unter 1 zu 1.000.000 angegeben, bislang wurden etwa 12 Familien beschrieben. Die Vererbung erfolgt autosomal-dominant mit vollständiger Penetranz.

## Ursache
Der Erkrankung liegen Mutationen im COL11A1-Gen an der Location 1p21.1 zugrunde, welches für die Alpha1-Kette des Typ XI-Kollagens kodiert.

## Klinische Erscheinungen
Klinische Kriterien sind:
- Charakteristische Mittelgesichtsdysplasie „Bulldoggengesicht“  (kleine Sattelnase mit nach vorne weisenden Nasenlöchern),
- Weitere Gesichtsauffälligkeiten: Prominenter Überaugenwulst, Brachyzephalie, Hypertelorismus, Epikanthus, Mikrogenie, langes Philtrum
- Augenanomalien, groß wirkend, Myopie, Katarakt, Glaukom, Neigung zu Linsenluxation
- Schallempfindungsschwerhörigkeit sensoneural fortschreitend
- Zahnanomalien wie Mikrodontie
- Kleinwuchs
- Eventuell Hypotrichose und Hypohidrose

## Diagnose
Typische Veränderungen im Röntgenbild sind:
- Hypoplasie der Maxilla, der Nasenknochen und der Stirnhöhlen
- Dicke Schädelknochen, intrakraniale Verkalkungen
- Schmaler Gelenkspalt mit Osteophyten am Hüft- und Kniegelenk

## Differentialdiagnose
Abzugrenzen sind das Stickler-Syndrom und das Zellweger-Syndrom.